# Burg Flatterstein
Burg Flatterstein ist ein dreidimensionales Kinderspiel des Spieleautors Guido Hoffmann. Das Spiel für zwei bis vier Spieler ab sechs Jahren dauert etwa 15–25 Minuten pro Runde. Es ist im Jahr 2016 bei Drei Magier Spiele erschienen und wurde in die Empfehlungsliste des Kinderspiels des Jahres 2016 aufgenommen, zudem wurde es beim österreichischen Spiel der Spiele 2016 als Spiele Hit simply the best für Kinder ausgezeichnet.

## Thema und Ausstattung
Bei dem Spiel geht es um den Wettlauf mehrerer junger Magier zum magischen Fledermaus-Pokal, der sich oben auf den Zinnen der Burg Flatterstein befindet. Die Magier werden dabei von Fledermäusen und guten Geistern geleitet und müssen sich gegen böse Quälgeister wehren.
Der Inhalt der Spieleschachtel besteht neben der Spielanleitung aus:
- einem dreidimensionalen Spielplan bestehend aus einer Bodenplatte in der Spielschachtel mit Aussparungen sowie der Ruine der Burg Flatterstein mit 10 Treppenstufen und dem Zielfeld
- 4 Spielfiguren
- einem Katapult
- 30 Fledermäusen aus Stoff
- einer Quälgeist-Figur
- 14 grünen Helfer- und 14 roten Quälgeisterkärtchen

## Spielweise
Zu Beginn des Spiels wird das Spielfeld und die Burg mit dem Zielfeld und den Treppenstufen aufgebaut. Die Mitspieler wählen je eine Farbe und stellen ihre Figuren in die entsprechenden Startfelder. Das Fledermaus-Katapult wird vor den Spielplan platziert, daneben werden die Fledermäuse bereitgelegt. Die Geisterkärtchen werden neben den Spielplan platziert, wobei für die Basisversion die roten Quälgeister aussortiert werden.

### Basisversion
Beginnend mit dem Startspieler können die Spieler nun reihum versuchen, jeweils eine Fledermaus mit Hilfe des Katapults so zu platzieren, dass sie möglichst schnell auf dem Spielplan vorrücken können. Dafür legen sie eine Fledermaus auf das Katapult und schleudern diese mit Hilfe des Luftdrucks auf den Spielplan. Bleibt die Fledermaus auf der Bodenplatte, dem Burghof, liegen, kann der entsprechende Spieler ein Feld vorrücken. Landet die Fledermaus auf einer Treppenstufe oder bleibt auf der Burg liegen, darf die Figur zwei Felder vorrücken, fliegt die Fledermaus durch ein Fenster, sind es sogar drei Felder. Nur wenn die Fledermaus neben oder vor dem Spielplan landet oder über die Burg fliegt, darf der Spieler nicht vorrücken. Landet die Fledermaus dagegen in einem der Burggräben auf dem Burghof, darf der Spieler zwar auch nicht vorwärts gehen, zieht dafür jedoch ein Geisterkärtchen und kann dies im späteren Spielverlauf einsetzen.
Beim Vorrücken auf dem Spielplan und auf der Burg werden nur freie Felder gezählt, besetzte Felder werden übersprungen und nicht mitgezählt. Auch die beschädigten Brückenfelder werden als Feld gezählt, eine Figur kann darauf jedoch nicht stehenbleiben und muss sie entweder überspringen oder davor stehen bleiben. Geisterkärtchen mit Helfergeistern, die ein Spieler bekommen hat, wenn dessen Fledermaus im Burggraben gelandet ist, werden vor den Spieler gelegt und können von diesem jederzeit in dessen Runde eingesetzt werden. Mit ihrer Hilfe können die Spieler entweder ein Feld vorrücken, einen Fledermausflug wiederholen oder bis zu einem gegnerischen Spieler vorrücken. Dabei darf ein Spieler nie mehr als drei Kärtchen besitzen.
Wenn ein Spieler das Zielfeld mit dem goldenen Fledermaus-Pokal erreicht, endet das Spiel und derjenige, der zuerst angekommen ist, hat gewonnen.

### Spielvariante mit Quälgeistern
Für ältere und geübtere Spieler gibt es eine Spielvariante, in der auch die Quälgeisterkärtchen und die Quälgeist-Figur benutzt werden. Die Quälgeister- und die Helfergeisterkärtchen werden dabei gemischt und als gemeinsamer Stapel neben dem Spielfeld platziert. Zieht ein Spieler ein Quälgeisterkärtchen, gibt er dieses an einen beliebigen Mitspieler weiter, der dieses bei seinem nächsten Zug entsprechend den Vorgaben anwenden muss. Die Quälgeister zwingen ihn, die nächste Fledermaus mit verschlossenen Augen oder mit der ungünstigeren Schusshand abzuschießen. Ein drittes Kärtchen erlaubt es dem Mitspieler, der das Kärtchen vergeben hat, die Quälgeist-Figur als Hindernis auf eine Treppenstufe in ein Fenster der Burg zu stellen. Bleibt die Fledermaus des aktiven Spielers allerdings dann am Quälgeist hängen, kann dieser zwei Felder vorrücken. Liegen mehrere Quälgeisterkärtchen vor einem Spieler, muss er alle berücksichtigen; die Quälgeist-Figur bleibt zudem auch bei einem Doppelversuch (Helfergeistkärtchen) als Hindernis stehen.

## Rezeption
Das Spiel Burg Flatterstein wurde von Guido Hoffmann entwickelt und 2016 bei Drei Magier Spiele, der Kinderspiel-Marke des Verlags Schmidt Spiele, veröffentlicht. Wie zahlreiche andere Spiele des Verlages wurde auch Burg Flatterstein von Rolf Vogt illustriert. Es wurde 2016 in die Empfehlungsliste des Kinderspiels des Jahres aufgenommen, zudem wurde es beim österreichischen Spiel der Spiele 2016 als Spiele Hit simply the best für Kinder ausgezeichnet. Die Jury zum Kinderspiel des Jahres begründete ihre Entscheidung wie folgt:

„Das Geschicklichkeitsspiel um flatterige Fledermäuse fordert Kinder und Erwachsene gleichermaßen heraus. Es gilt, mit viel Konzentration clever ein Ziel anzupeilen und geschickt zu treffen.“

Nach der ersten multilingualen Version des Spiels bei Drei Magier Spiele erschienen im gleichen Jahr eine Version auf Deutsch und Englisch für den amerikanischen Markt sowie eine von 999 Games veröffentlichte niederländische Version.

## Belege
1. 1 2 3 4 5 6  Spielanleitung Burg Flatterstein (Memento des Originals vom 2. August 2016 im Internet Archive)  Info: Der Archivlink wurde automatisch eingesetzt und noch nicht geprüft. Bitte prüfe Original- und Archivlink gemäß Anleitung und entferne dann diesen Hinweis.
2. 1 2  Burg Flatterstein auf der Website der Jury zum Kinderspiel des Jahres; abgerufen am 5. März 2017.
3. ↑  Versionen von Burg Flatterstein bei BoardGameGeek; abgerufen am 5. März 2017.